# Fremantle Highway
La Fremantle Highway è una nave da carico di autovetture Roll-on/roll-off battente bandiera di Panama di proprietà della giapponese Shoei Kisen Kaish, mentre è tecnicamente amministrata da Wallem Shipmanagement Japanes e gestita da "K"-Line.
Nella notte del 25 luglio 2023 è scoppiato un incendio nell'area di carico della nave al largo delle coste dei Paesi Bassi, nel Mare del Nord. Uno dei 23 membri dell'equipaggio è morto, mentre gli altri membri sono stati salvati. Nel mare dei Wadden un'operazione di salvataggio per prevenire l'affondamento e una fuoriuscita di petrolio è durato fino al 3 agosto 2023, quando la nave è stata recuperata e rimorchiata Eemshaven.

## Caratteristiche
La nave, lunga 199,97 metri con una larghezza di 32,26 m, è alimentata da un motore Diesel a otto cilindri a due tempi con una potenza di 12.240 kW (16.410 CV) che fornisce energia a un'elica. Per la produzione di corrente sono disponibili quattro generatori Diesel con una potenza totale di 4.750 kW. Per la movimentazione del carico sono disponibili una rampa di poppa sul lato di dritta e una rampa laterale approssimativamente al centro sul lato di dritta. La rampa posteriore può essere caricata fino a 100 t. L'altezza massima del soffitto sui ponti dei veicoli è di 5,1 m.

## Storia
La Fremantle Highway fu costruita nel 2013 come costruzione numero 1.617 presso il cantiere navale giapponese Imabari Zōsen. Venne impostata il 17 maggio, varata il 30 settembre 2013 e completata il 17 dicembre 2013.

### Incendio del 2023

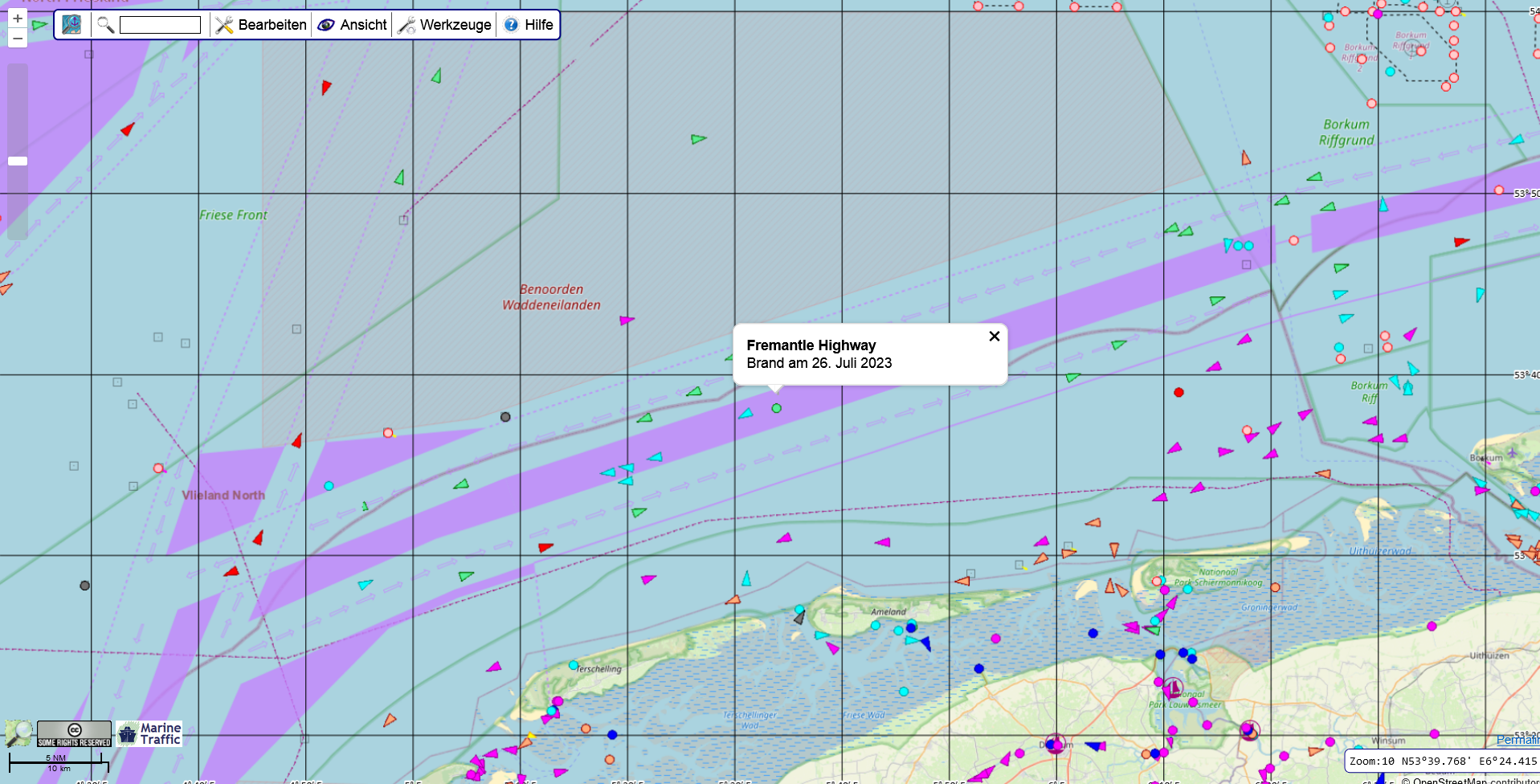
Posizione della nave in fiamme il 27 luglio 2023

La Fremantle Highway ha preso fuoco al largo della costa dell'isola nederlandese di Ameland intorno alle 23:45 (TEC) del 25 luglio 2023 mentre era in viaggio da Bremerhaven, in Germania, con arrivo a Porto Said in Egitto il 2 agosto 2023. K Line e Shoei Kisen Kaisha hanno dichiarato che in realtà la nave era diretta a Singapore e trasportava circa 3.000 auto.
Uno dei 23 membri dell'equipaggio è morto, mentre gli altri sono stati tutti evacuati su un elicottero e una scialuppa di salvataggio dalla Guardia costiera nederlandese. Tutti i marittimi erano cittadini indiani; 16 di loro sono rimasti feriti. La Fremantle Highway è stata successivamente rimorchiata fuori dalle principali rotte di navigazione.
La società tedesca BLG ha dichiarato di aver caricato 2.500 auto e merci "alte e pesanti" sulla Fremantle Highway nel porto di Bremerhaven oltre alle auto già caricate. Il 28 luglio, è stato riferito che c'erano quasi 500 auto elettriche sulla nave, che era molto più di quanto inizialmente ipotizzato. Sulla nave erano presenti un totale di 3.783 nuove auto, come riportato dai media neerlandesi.

#### Operazione di salvataggio

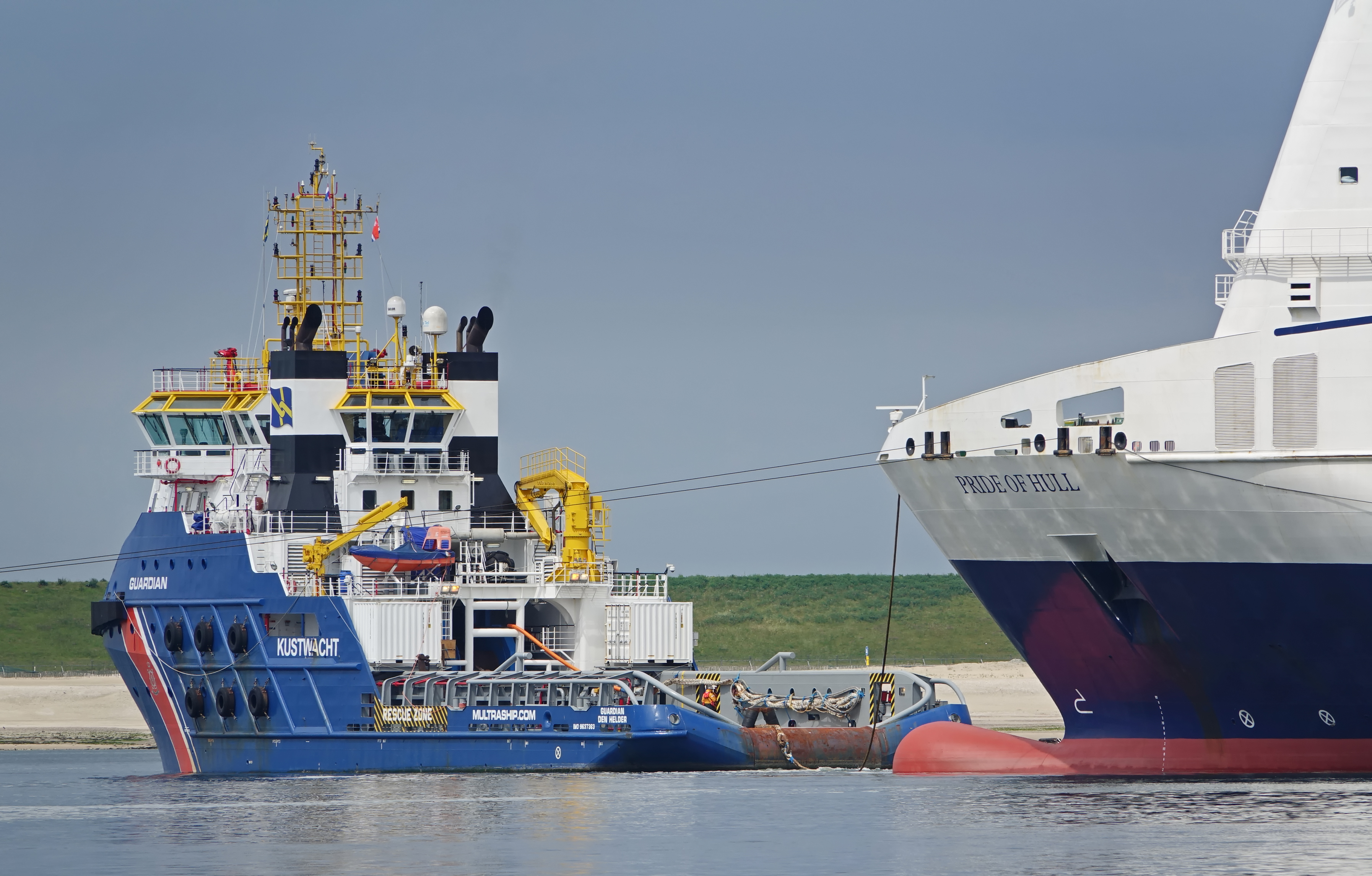
Il rimorchiatore pesante della Guardia costiera neerlandese Guardian è stato uno dei primi bastimenti sulla scena

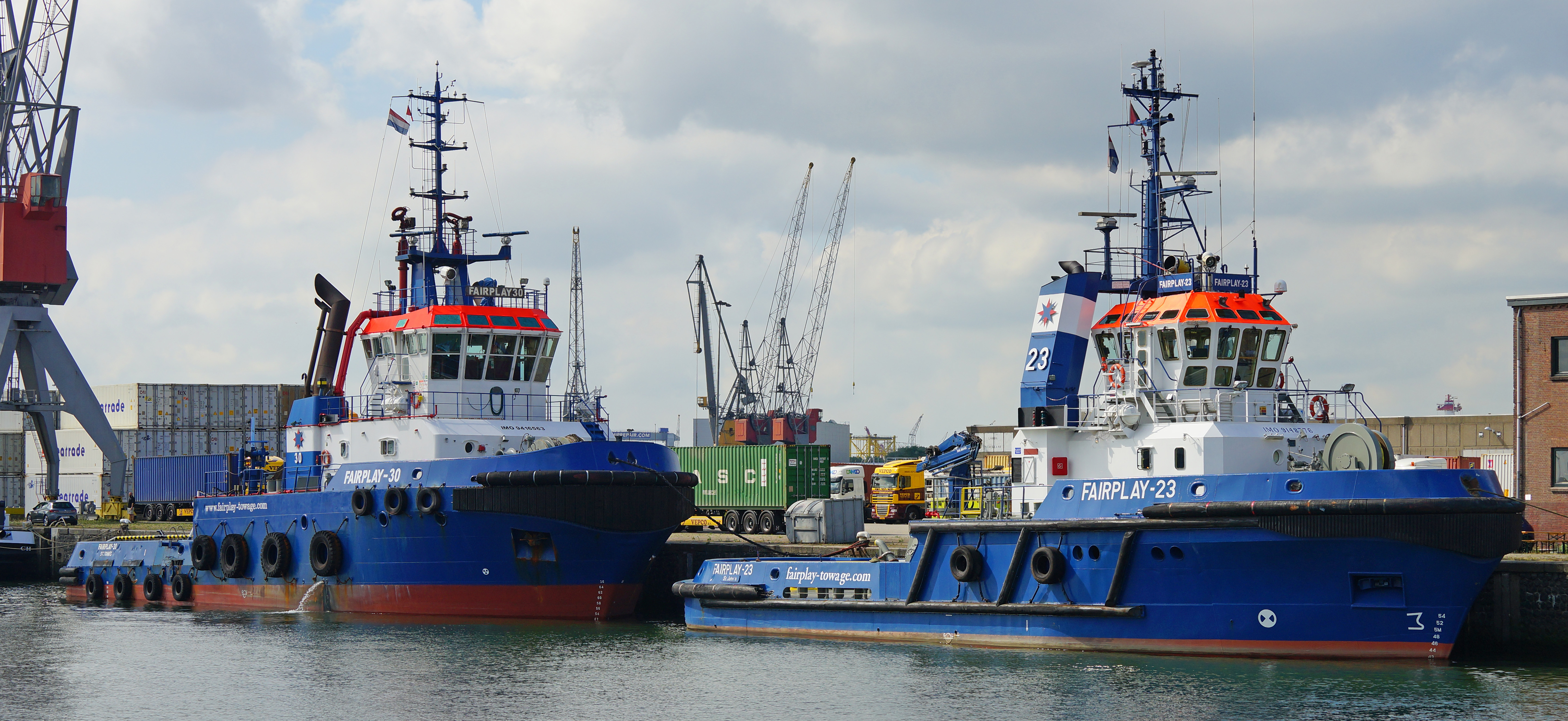
Fairplay-30 (a sinistra) era uno dei rimorchiatori, che controllava e alla fine rimorchiava la Fremantle Highway per giorni

Alla nave in fiamme furono mandati rimorchiatori e battelli antincendio neerlandesi e tedeschi, e anche una nave per il recupero del petrolio in caso di perdita. La nave si trovava in una posizione a nord dell'isola di Terschelling, tra due rotte marittime molto trafficate da e per la Germania. L'operazione di salvataggio è guidata dal Rijkswaterstaat olandese, affiancato dalla Guardia costiera neerlandese e da società di salvataggio a contratto, come Smit Internationale e Boskalis. Il proprietario della Fremantle Highway ha incaricato l'azienda nederlandese di trasporti pesanti Royal Boskalis Westminster per l'operazione di salvataggio.
Poiché c'era il rischio che la nave diventasse instabile a causa dell'estinzione diretta, solo l'incendio sulla prua è stato spento con acqua. Il 28 luglio è stato stabilito un collegamento di rimorchio. Da quando è scoppiato l'incendio, la nave non ha potuto essere trascinata a causa degli effetti delle condizioni di flusso, della marea e del vento sulla nave lunga 199 me alta 30 m. Tuttavia, la posizione potrebbe essere modificata dai rimorchiatori Fairplay-30 e altri.
Il 29 luglio, la Fremantle Highway è stata rimorchiata lontano dal suo pericoloso ormeggio, verso est al largo dell'isola di Schiermonnikoog nel mare dei Wadden. Forti venti da sud-ovest hanno soffiato il fumo della nave Ro-Ro direttamente sopra il rimorchiatore. Le autorità hanno temporaneamente interrotto l'operazione.
Nel pomeriggio del 30 luglio, due rimorchiatori sono riusciti a iniziare il traino verso la posizione marittima provvisoria a nord di Schiermonnikoog. La nave deve è rimasta lì finché non le è stato trovato un porto disponibile. Il mercantile ancora in fiamme è arrivato al suo nuovo ancoraggio provvisorio intorno a mezzogiorno del 31 luglio dopo un rischioso trasporto lungo le isole del mare dei Wadden.

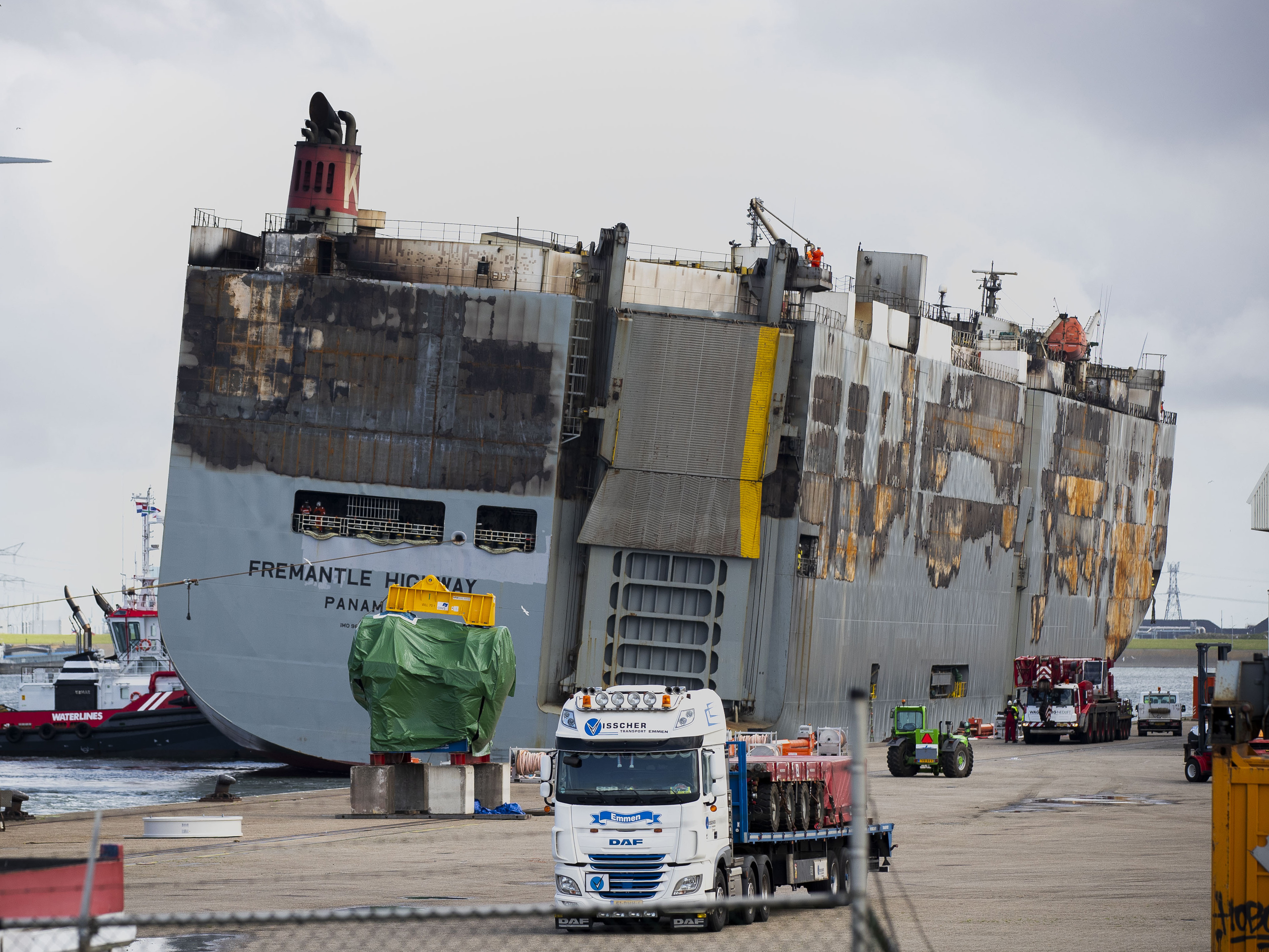
La Fremantle Highway a Eemshaven

Il 1º agosto un team di esperti è salito a bordo della Fremantle Highway e ha constatato che non c'erano più incendi visibili e che lo scafo della nave è in buone condizioni. Durante la notte tra il 1º e il 2 agosto il vento si è alzato e le onde si sono ingrossate. È diventato più difficile per la squadra di salvataggio mantenere la nave in posizione. Il 2 agosto è stato installato installato un altro collegamento di rimorchio per collegare la nave ai rimorchiatori dalla parte anteriore e da quella posteriore. L'amministratore delegato della compagnia di salvataggio Boskalis ha avvertito che enormi forze stavano già agendo sui fianchi alti della nave. Se il vento diveniva più forte, c'era il rischio che la nave non fosse più controllabile. Per i giorni successivi è stato previsto un vento da nord-ovest, che ha spinto la nave verso la costa, ha detto Peter Berdowski di Boskalis. La compagnia voleva che la nave si trasferisse nel porto di Eemshaven con breve preavviso. Il porto era il più vicino da raggiungere.
Per il primo fine settimana di agosto 2023 erano previste velocità del vento comprese tra 7 e 8 Beaufort. A causa dello scafo alto e quindi della superficie molto ampia per l'attacco del vento, il ministro olandese responsabile per le infrastrutture e la gestione delle acque, Mark Harbers, ha deciso nella tarda serata del 2 agosto 2023 per far rimorchiare la nave al porto di Eemshaven, a 64 km (40 miglia) dall'ultima posizione di attesa. L'operazione di traino è iniziata la mattina del 3 agosto intorno alle 5 del mattino. Il rimorchiatore con la nave naufragata arrivò a mezzogiorno.

#### Rischi ambientali
L'incendio e la nave che potrebbe affondare stanno causando rischi ambientali, poiché Ameland si trova nell'area del Mare dei Wadden che comprende Paesi Bassi, Danimarca e Germania ed è stata dichiarata Patrimonio dell'Umanità dall'UNESCO, con una ricca biodiversità di oltre 10.000 specie acquatiche e terrestri.
Secondo il ministero federale tedesco dell'ambiente, a bordo ci sono 1.600 tonnellate di olio combustibile pesante (1,6 milioni di litri) e altre 200 tonnellate di gasolio marino come carburante per navi.

#### Indagini
Ci sono state molte speculazioni sul fatto che il pacco batteria di un'auto elettrica abbia causato l'incendio. Tuttavia, la causa dell'incendio è ancora sconosciuta. Le indagini dovrebbero iniziare non appena l'incendio sarà spento. Secondo quanto riportato dal Maritime Executive l'8 settembre 2023, dopo aver svuotato la nave dalle auto imbarcate, è stato escluso che l'origine dell'incendio sia dipesa da una batteria di auto elettrica o ibrida.

#### Reazioni
Un portavoce dell'Organizzazione marittima internazionale (IMO) ha affermato che, alla luce del numero crescente di incendi sulle navi da carico, l'IMO annuncerà nuovi standard di sicurezza per coloro che trasportano veicoli elettrici nel 2024. Le linee guida potrebbero includere specifiche su quanto una batteria può essere caricata. L'IMO ha affermato che potrebbero diventare obbligatori anche prodotti chimici per estinguere gli incendi, speciali coperte antincendio, attrezzature come estintori a getto a batteria e spazi più ampi lasciati tra i veicoli elettrici sulle navi.
Christian Meyer (Alleanza 90/I Verdi), ministro per l'ambiente della Bassa Sassonia, lo stato costiero tedesco ha chiesto migliori standard di sicurezza e ambientali per le navi commerciali. Le navi ad alto rischio non dovrebbero prendere rotte costiere e quindi mettere in pericolo il Parco nazionale del mare dei Wadden. Meyer ha ricordato i disastri della nave passati come la MSC Zoe, in cui diversi container sono caduti in mare e si spiaggiati a Borkum nel 2019. Nel 1988, la Pallas è naufragata al largo dell'isola tedesca di Amrum.
La branca tedesca dell'associazione britannica BirdLife NABU ha chiesto che la protezione del Mare dei Wadden abbia finalmente la priorità sugli interessi economici. Hanno inoltre affermato che il traffico marittimo doveva essere riorganizzato e il trasporto di veicoli a batteria doveva essere effettuato secondo norme di trasporto e protezione antincendio molto più severe. La Germania dovrebbe essere un sostenitore attivo di questi regolamenti presso l'IMO in collaborazione con i Paesi Bassi e la Danimarca.
Spesso le rotte di navigazione attraversavano direttamente le aree marine protette. Per conformarsi al patto verde dell'UE sulla biodiversità, questa deve essere modificata.